# ميس مأكول
ميس مأكول (الاسم العلمي: Celtis edulis) هو نوع نباتي يتبع جنس الميس من فصيلة القنبية.